# Centre du roi Abdelaziz pour la connaissance et la culture
Le centre du roi Abdelaziz pour la connaissance et la culture  (en arabe : مركز الملك عبد العزيز الثقافي العالمي, en anglais : King Abdulaziz Center for World Culture) est un centre des arts à Dhahran, en Arabie saoudite, développé par Saudi Aramco et qui a ouvert dans la deuxième moitié de 2017.

## Description
Ce complexe culturel en projet, situé à Dhahran, en Arabie saoudite, intègre un musée, des salles de concerts et de cinéma, des salles d'exposition ou propices à d'autres événements régionaux, nationaux ou internationaux et une bibliothèque. Le projet est soutenu par la compagnie pétrolière nationale Saudi Aramco,,,.
Le site présentera en surface l'apparence de 5 gros cailloux brillants comme du métal, entouré d'un grand jardin, dans un site ceinturé par une route en ellipse. Il est conçu par les architectes norvégiens de Snøhetta,.

## Historique
Les premières pierres du centre ont été posées par le roi Abdallah ben Abdelaziz Al Saoud le 20 mai 2008. Le centre culturel a été achevé et a ouvert en 2017,.